# Jaime St. James
Jaime St. James es un cantante estadounidense, reconocido por su participación en las bandas de hard rock Black N' Blue y Warrant.

## Carrera
Jaime es el vocalista de la banda de Black N' Blue. También fue cantante de Warrant, pero abandonó rápidamente dicha agrupación luego del regreso del cantante original Jani Lane en el 2008. Con ellos grabó el álbum Born Again.
También ha estado en las bandas Freight Train Jane, The Glorious Things, St. James, y una agrupación tributo a Kiss llamada Cold Gin. Fue coescritor de la canción "In My Head", junto a Gene Simmons y Scott Van Zen. La composición apareció en el álbum Carnival of Souls: The Final Sessions de Kiss.

## Discografía

### Black N' Blue
- 1984 - Black 'N Blue
- 1985 - Without Love
- 1986 - Nasty Nasty
- 1988 - In Heat
- 2011 - Hell Yeah!

### Warrant
- 2006 - Born Again

### Otras Colaboraciones
- Ted Nugent - Little Miss Dangerous (1986)
- Malice - License to Kill (1987)
- Keel - The Final Frontier (1986)
- Keel - Keel (1987)
- Keel - Larger than Live (1989)
- Gunshy	- Mayday (1995)
- St. James - Americanman (2001)
- Liberty N'Justice - Independence Day (2007)
- Keel - Streets of Rock 'N' Roll (2010)